# Syrphoctonus furvus
Syrphoctonus furvus là một loài tò vò trong họ Ichneumonidae.